# De onvrijwillige avonturen van Stam & Pilou
De onvrijwillige avonturen van Stam & Pilou is een Belgische stripreeks getekend en geschreven door DeMarck (Marc Daniels) en DeWulf (Rik De Wulf) van het destijdse Studio Max!.

## Personages
- Stam: Stam is de buurjongen van Pilou, Stam & Pilou zijn onafscheidelijke kompanen, en zijn bereid tot onschuldige spelletjes, met alle gevolgen van dien.
- Pilou: Pilou is het buurmeisje van Stam, Stam & Pilou zijn onafscheidelijke kompanen, en zijn bereid tot onschuldige spelletjes, met alle gevolgen van dien.
- Opa Fons: Opa Fons is postbode op rust. Hij is een fervent postzegelverzamelaar, en voltijds opa van Pilou.
- De buurvrouw: De buurvrouw is Stams mama. Een moderne, vrijgevochten en plantrekkende, alleenstaande moeder.
- Fonzy: Fonzy is Pilous eigenwijze schoothondje. Hoewel hij het niet altijd laten merken, is hij in feite dol op Opa Fons.

## Ontstaan
In het voorjaar 1999 werd door De Post gevraagd of Studio Max! een strip te maken rond een jongen en een meisje. Deze zou  dan gebruikt worden als boegbeeld voor een filatelistische verzamelclub voor jongeren. Dit clubblad had al een naam: StamPilou. Uit deze naam ontstonden Stam en Pilou. Samen met Opa Fons beleven ze heel wat avonturen. Oorspronkelijk was Stam & Pilou alleen bedoeld voor het clubblad, maar wegens groot succes werden er ook albums van geschreven. Het verscheen ook in het Suske en Wiske weekblad.

## De albums
1. De Super Speurneuzen
2. Opa Fons Flipt!
3. De Grappenkermis
4. Het Mysterie van de Omgekeerde Zegel
5. De Bloed Broeders
6. De Achtste Erfgenaam
7. Opa's Grote Vakantie
8. Het Spook van het Postmuseum
9. De Circus Kus
10. Grotten en Botten
11. Het bal van de Gouden Rat
12. Ha, Je Vindt Dat Grappig!
13. De Kathedraalkrakers
14. De Thalasso Moorden
15. De Belgica Gek
16. Opa verovert Parijs
17. De tovenaar van het park
18. De groene witte molen
19. De vergeten schat van Thurn & Tassis
20. De peetvaders!
21. Terminus Mars
22. De Geestelijke Vaders
23. Opa's Uitschuiver!
24. Opa's vreemde Verhalen... Quyên's Grote Geheim!
25. Opa's vreemde Verhalen... Koning Arthur De "Reuzenkiller"

Specials
1. Post-o-grappen (2001)
2. Kerststerren van de 9de Kunst (2002)
3. Weg van de brief (2005)
4. Het geheim van de boskapel (2004)
5. De F.A.F.S. Bom (2004)
6. Schrijf een brief aan je lief! (2006)

## Stripmuur
Sinds mei 2011 heeft de stripreeks een stripmuur op het binnenplein van café Het Goudblommeke in Papier te Brussel.